# Fre:ac
fre:ac est un convertisseur audio et un extracteur de CD libre pour Windows, Linux, macOS et FreeBSD, distribué sous la licence GPL-2.0-or-later.
En plus d’extraire les pistes audio de disques compacts (avec différentes fonctions, y compris la détection de pistes cachées), fre:ac peut également convertir des fichiers audio d’un format vers un autre ou vers le même format avec un débit inférieur. fre:ac est compatible avec de nombreux formats audio tels qu’Ogg Vorbis, FLAC, MP3, MP4/M4A, AAC, WAV, WMA, et bien plus encore,.
fre:ac utilise la bibliothèque CDex pour convertir à partir de CD et utilise freedb pour retrouver les informations des artistes et titres à partir d’Internet qui seront écrites dans les fichiers selon de nombreux types de balises ID3 ; cette bibliothèque supporte cdparanoia dans le but d’améliorer la qualité audio. L’interface utilisateur est multilingue avec quarante-trois langues disponibles. Il peut être installé en version portable sur une clé USB.

## Historique
La première version publique de fre:ac est publiée en 2001 sous le nom de BonkEnc. Le logiciel a été originellement conçu pour convertir des fichiers audio vers le format propriétaire avec et sans perte Bonk semblable au MP3. Après plusieurs versions 0.x ainsi que l’ajout du support d’autres formats et l’extraction de fichiers audio depuis des disques compacts, la version 1.0 beta 1 sort le 5 juillet 2003 ce qui donne officiellement le coup d’envoi de la phase beta.
Finalement, le 21 février 2007, la première version stable du logiciel, la version 1.0, est publiée
Le projet change de nom et devient fre:ac avec la publication de la version 1.0.17 le 14 novembre 2010.
Le 29 mars 2020, le projet publie fre:ac 1.1 en tant que mise à jour majeure, ajoutant le support natif de Linux, MacOS et FreeBSD. La mise à jour 1.1 apporte également le support de conversion de fichiers multitâche, le processus DSP, l’audio multicanaux et un éditeur de balises intégré. Il abandonne le support du format Bonk, ce qui explique le changement de nom opéré en 2010.
Depuis la version 1.1.6, fre:ac propose AccurateRip. La dernière mise à jour, la version 1.1.7, est publiée le 6 mars 2023.

## Spécifications
Encodeurs disponibles dans la version 1.1.7 :
- Apple lossless
- Composant de sortie de fichiers son v1.2.0
  - Microsoft Wave (.wav)
  - Apple Audio (.aif, .aiff, .aifc)
  - Apple Core audio (.caf)
  - Sony Media Wave64 (.w64)
  - RIFF 64 Audio (.rf64)
  - Sun Audio (.au, .snd)
  - Creative Voice (.voc)
  - Amiga Audio (.iff, .svx)
  - IRCAM Sound (.sf)
  - Paris Audio (.paf)
  - Portable Voice format (.pvf)
  - Psion WVE (.wve)
  - HMM Toolkit format (.htk)
  - Audio Visual Research format (.avr)
- FDK-AAC v4.0.1
  - MPEG-4 AAC (.m4a, .m4v, .m4r, .mp4)
  - Raw AAC (.aac)
- FLAC audio v1.4.2
  - FLAC (.flac)
  - Ogg FLAC (.oga)
- LAME MP3 v3.100
- meh! - concentrateur multiencodeur, permet de choisir plusieurs formats de sortie pour le même fichier
- Monkey’s audio v9.20
- Musepack audio
- Ogg Vorbis
- OptimFROG lossless
- Opus audio v1.3.1
- Speex speech v1.2.1
- Tom’s audiokompressor
- WavPack audio
- Windows Media Audio
  - Windows Media Audio Voice 9 (.wma)
  - Windows Media Audio 9.2 Lossless (.wma)
  - Windows Media Audio 9.2 (.wma)
  - Windows Media Audio 10 Professional (.wma)
- Windows Wave File output

Décodeurs disponibles :
- Lecteur de feuilles de repères (.cue)
- mpg123
- AC-3 audio
- Direct Stream Digital
- DTS audio
- MLP audio

## Distinctions
fre:ac gagne le prix SourceForge « Choix de la communauté Projet du mois » en octobre 2015. En mai 2018 il est choisi comme « Projet du mois choisi par l’équipe de SourceForge ».